# بولوایر
بولوایر (به اسپانیایی: Bolvir) یک منطقهٔ مسکونی در اسپانیا است که در سردانیا واقع شده‌است. بولوایر ۱۰٫۳ کیلومتر مربع مساحت دارد.